# Lithium-železo-fosfátový akumulátor
Lithium-železo-fosfátový (LiFePO4) akumulátor (také označovaný „LFP“) je druh akumulátoru s pevným elektrolytem, konkrétně lithium-iontového, který používá jako katodového materiálu LiFePO4.

## Historie
LiFePO4 objevil John Goodenough z výzkumné skupiny na Texaské univerzitě v roce 1996 jako vhodný katodový materiál pro dobíjecí lithiové baterie. Brzy vzbudil zájem trhu vzhledem k nízké výrobní ceně, netoxicitě, dostupnosti železa, vynikající tepelné stabilitě, bezpečnostním vlastnostem, dobrému elektrochemickému výkonu a vysoké specifické kapacitě (170 mAh/g).
Hlavní bariéra pro širší komerční využití byla nízká vnitřní vodivost. Tento problém byl vyřešen mimo jiné (snížením velikosti částic) potažením LiFePO4 částic vodivými materiály jako např. uhlíkem a částečně využitím takzvaných dopovaných polovodičů (extrémně čistých). Konkrétně se používají postupy dopování a nauhličování vyvinuté panem Yet-Ming Chiang a jeho spolupracovníky na MIT za použití kationtů materiálů jako hliníku, niobu a zirkonia. Později se ukázalo, že většiny zlepšení vodivosti se dosáhlo přítomností nanoskopických jader odvozených z organického uhlíku. Uvedené materiály jsou vyráběny v podniku A123Systems a jsou dále zpracovávány společnostmi jako Black and Decker, DeWalt, General Motors, Chevrolet Volt, Daimler AG, Cessna a BAE Systems.

## Výhody a nevýhody
V LiFePO4 bateriích se využívá chemických reakcí s Lithiem a sdílí mnoho vlastností s rozšířenými lithium iontovými bateriemi (akumulátory).

### Výhody
Mezi klíčové výhody LiFePO4 je bezpečnost (odolnost proti tepelným únikům) a schopnost dodávat vysoký proud při špičkových odběrech. Tvrdí se, že nižší náklady jsou hlavním rozdílem, ale v současné době (duben 2009) lze na trhu najít převážně baterie vyráběné v Číně, což se promítá do ceny náklady na dopravu a vysokou poptávkou.

### Nevýhody
1. Uváděná energetická kapacita nové LFP baterie je o něco nižší než u nových LiCoO2 baterií. Výrobci baterií na celém světě v současné době pracují na nalezení způsobů, jak maximalizovat výkon a energetickou kapacitu, snížit velikost a hmotnost.[4]
2. U zcela nových LFP bylo zjištěno, že předčasně selžou, pokud jsou "hluboko cyklovány" (vybity pod úroveň 33%). Pauza po 20 nabíjecích cyklech je v současné době doporučována některými distributory. (březen 2009)
3. Rychlé nabíjení zkrátí životnost lithium-iontové baterie (včetně LFP) v porovnání s tradičním neustálým dobíjením (trickle charging). (březen 2009)
4. Rezervy lithia jsou odhadovány na 30000 tun v roce 2015 [5] .

Zatímco články využívající LiFePO4 mají nižší napětí a energetickou hustotu v porovnání s obvyklými LiCoO2 Lithium-iontovými akumulátory, tato nevýhoda je časem vykompenzována pomalejším snižováním maximální kapacity.

## Specifikace
- Napětí článku = minimální vybíjecí napětí = 2,8 V. Pracovní napětí = 3,0 V až 3,3 V. Maximální nabíjecí napětí = 3,6 V.
- Volumetrická (objemová) energetická hustota = 220 Wh/L
- Gravimetrická energetická hustota = 90+ Wh/kg
- Cyklů do 80% stavu kapacity při hlubokém vybíjení (na úroveň vybití 100%)= 2000 - 7000 (Počet cyklů do degradace baterie na 80 % její původní udávané kapacity)
- Složení katody (hmotnost)
  - 90 % katoda-LiFePO4
  - 5 % Uhlík EBN-10-10
  - 5 % PVDF
- Konfigurace článku
  - 15 Uhlíkem potažených hliníkových kolektorů
  - 1.54 cm2 katoda
  - elektrolyt: EC-DMC 1-1 LiClO4 1M
  - anoda: lithium
- Experimentální podmínky:
  - Pokojová teplota
  - Limitní napětí: 2,5 – 4,2 V
  - Nabíjení: C/4 až k 4,2 V, potom potenciostaticky na 4,2 V až do I < C/24

## Bezpečnost
LiFePO4 je podstatně bezpečnější katodový materiál než LiCoO2. Fe-P-O vazba je silnější než Co-O. V případě zkratů, přehřátí a jiných nesprávných způsobech využití, je výrazně těžší odstranit kyslíkové atomy. Tato stabilizace redoxní reakce také napomáhá rychlému přemísťování iontů. K havárii dochází teprve při extrémním přehřátí (800 °C a výše). 
Při přemísťování lithia z katody u LiCoO2 článku, CoO2 prochází nelineární expanzi, která ovlivňuje strukturální integritu článku. Plně lithiovaný a nelithiovaný stav LiFePO4 jsou strukturálně podobné, z čehož vyplývá lepší strukturální stabilita LiFePO4 než mají LiCoO2.
U plně nabitého akumulátoru s LiFePO4 nezůstává žádné lithium na katodě — u akumulátoru s LiCoO2 zůstává okolo 50% v katodě. LiFePO4 je vysoce houževnatý při ztrátě kyslíku, která ústí v exotermickou reakci u jiných typů lithiových akumulátorů.

## Využití
Společnost Lithium Technology oznámila v květnu 2007, že vyvinula novou lithium-iontovou baterii vhodnou k pohonu hybridních automobilů. Ve své zprávě tvrdili, že se "... jedná o největší články svého druhu na světě...". Ačkoliv LFP články mohou být (kapacitně) dostačující pro tyto účely, zůstávají jistá omezení, která hovoří proti takovému využití. Vizte sekci výhody a nevýhody výše.
ThunderSky LiFeYPO4 akumulátory se stávají populární mezi modeláři, kteří jich používají k elektrickému pohonu, z důvodu relativní dostupnosti a rozšiřující se nabídce.LiFeYPO₄ je varianta LiFePO₄, kde je část železa nahrazena yttriem (Y). Přídavek yttria zlepšuje strukturální stabilitu katody a zvyšuje celkovou životnost článků. Tyto akumulátory se vyznačují vyšší tepelnou stabilitou, bezpečností a dlouhodobou cyklickou odolností, což je činí vhodnými pro náročnější aplikace i dlouhodobé použití.
Tento akumulátor je použit v elektrickém automobilu vyráběném firmou Aptera.
Tento typ akumulátoru je využit v projektu Jeden laptop na dítě (zkratka anglického One Laptop per Child je OLPC).
Akumulátory v projektu OLPC jsou vyráběny společností BYD v Shenzhenu, Číně. BYD, vyrábějící také automobily, plánoval využití lithium-železo-fosfátových baterií ve svém modelu F3DM – jednom z prvních sériově vyráběných plug-in hybridních automobilů. Model F3DM byl představen koncem roku 2008 a první dodávky směřovaly zejména vládním a firemním zákazníkům. Model F6DM zůstal pouze ve fázi prototypu.